# Seych Sou
Der Seych Sou oder Kedrinos Lofos (griechisch Σέιχ Σου, Κεδρηνός λόφος) ist ein stadtnaher Wald von Thessaloniki, der sich an den Süd- und Südwesthängen des Chortiatis bis nach Eptapyrgio (Επταπύργιο (Θεσσαλονίκη))– Asvestochori (Ασβεστοχώρι) erstreckt. Er bildet die „grüne Lunge“ der Stadt und dient als Naherholungsgebiet.

## Name
Die Bezeichnung bedeutet „Wasser des Scheichs“ (νερό του Σεΐχη) und kommt von der Quelle, die bei einem muslimischen Grabmal (Türbe, griechisch Τουρμπές) entspringt, dessen Überreste sich noch immer im Gebiet Chilia Dentra (Χίλια Δέντρα) befinden. Der Name Kedrinos Lofos (Kedrinos-Hügel) wurde dem Wald zu Ehren des byzantinischen Historikers Georgios Kedrenos (griechisch Γεώργιος Κεδρηνός), der den damals dichten Wald beschrieben hatte, verliehen, nach einem Vorschlag des Thessaloniker Dichters Georgios Vafopoulos an den Stadtrat.

## Geschichte
Im 18. und 19. Jahrhundert war das Gebiet ursprünglich ein Eichenwald. Später wurde der Wald allmählich gerodet und erst ab 1929 unter der Leitung von P. Kontos (Π. Kοντός) und Ch. Georgopoulos (X. Γεωργόπουλος) wieder aufgeforstet. In einem Zeitraum von 60 Jahren wurden über 5 Millionen Bäume gepflanzt.
In den 1960er Jahren war das Gebiet Schauplatz mehrerer Verbrechen, darunter zweier Mordangriffe, die mit Aristides Pagratides in Verbindung gebracht wurden. Auch die vollzogene Todesstrafe ließ den Verdacht über seine Unschuld lange Zeit nicht ruhen.
Am Sonntag, den 6. Juli 1997 um 15:35 Uhr erhielt die Feuerwehr einen Anruf zu einem Feuerausbruch bei Seych Sou. Dieser Waldbrand führte zur bisher größten Katastrophe von Seych Sou, mit der Zerstörung von 1664 ha (von insgesamt 2979 ha) Wald, etwa 56 % der Gesamtfläche.

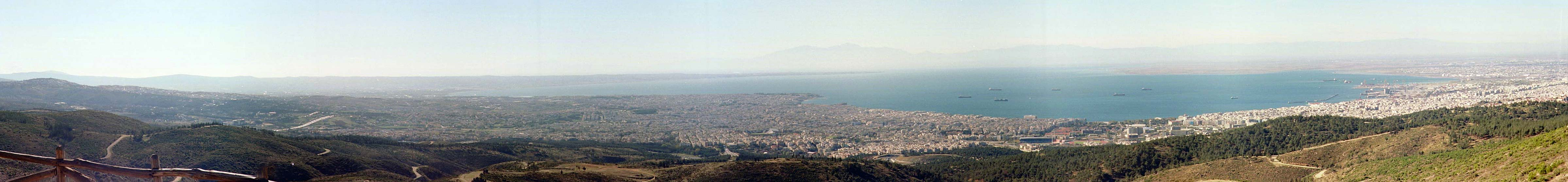
Panoramablick auf Thessaloniki vom Kranos (Κράνος) des Seych Sou

## Flora
Im Seych Sou wurden bei Bestandsaufnahmen 277 Pflanzenarten gezählt, darunter geschützte Arten wie der Wollige Fingerhut (Digitalis lanata, griechisch χελιδονόχορτο chelidonochorto). Der größte Teil des Waldes, etwa 75 % der Fläche, besteht heute aus Kiefern. Es gibt auch bedeutende Bestände von Zypressen (κυπαρίσσι). In den nördlichen und nordöstlichen Teilen gibt es noch größere Bestände von Kermes-Eiche (πουρνάρι) und entlang der Bäche gedeihen Platanen.